# 울르

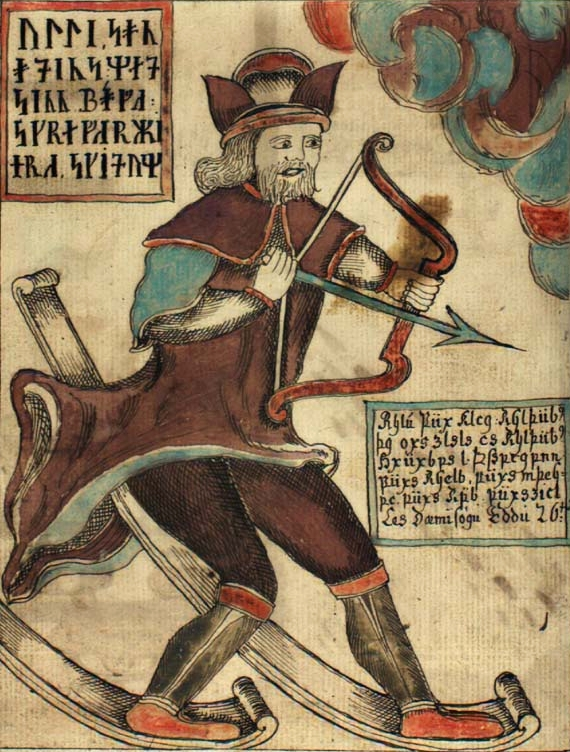

울르(고대 노르드어: Ullr)는 노르드 신화를 비롯한 게르만 신화에 널리 등장하는 존재다. 그는 신 또는 신을 나타내는 선사시대의 상형문자였다. 게르만어로 *Wulþuz, 중세 라틴화 노르드어로 올레루스(Ollerus), 현대 아이슬란드어로 위들뤼르(Ullur), 스칸디나비아 본토의 현대어(덴마크어, 노르웨이어, 스웨덴어)로 울(Ull)이라고 한다.
정황증거상 고대 게르만 세계에서 상당히 중요한 위치에 있었던 신으로 생각되지만, 오늘날까지 남아있는 문헌상의 기록은 매우 희박하다. 기록을 종합해 보면 울르는 활과 스키의 신이며 시프의 아들인데 토르의 친아들은 아니라는 것이 전부이다. 가장 오래된 기록에서는 울르의 이름을 걸고 어떤 종교적 의식을 행하는 모습들이 포착되는데, 후대의 기록으로 가면 의식에서 이름을 거는 신이 토르 등으로 변한다.

## 고고학적 발견
토르스베르크 이탄지에서 발견된 토르스베르크 물림쇠에 다음과 같은 푸타르크가 새겨져 있는데, 이 물건은 기원후 200년경에 만들어진 것으로 밝혀졌다.
owlþuþewaz / niwajmariz
처음의 owlþu는 곧 wolþu-로, "영광" 또는 "영광스러운 존재"를 뜻하며, 고대 노르드어로 울르(Ullr), 고대 영어로 울도르(wuldor)라 한다. 두 번째 -þewaz는 "노예, 종"을 뜻하며, 합치면 "영광스러운 존재의 종", "울르를 섬기는 자(신관)"이 된다. Niwajmariz란 "명예로운"이라는 뜻이다.

## 문헌상의 출전

### 데인인의 사적

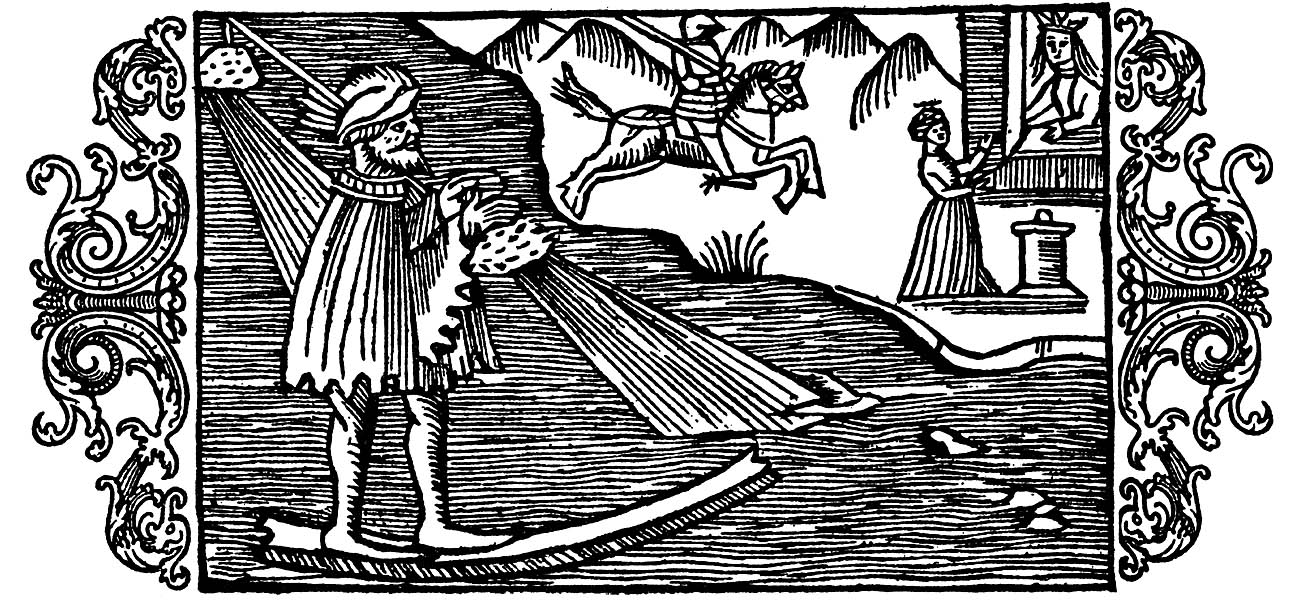
마법의 뼈다귀를 타고 바다를 건너는 올레루스. 16세기 목판화.

12세기 사람 삭소 그라마티쿠스는 노르만의 신들을 에우헤메리즘적으로 해석한 《데인인의 사적》을 썼는데, 여기 보면 마술적인 이동수단을 갖고 있는 교활한 마법사 "올레루스"(Ollerus)가 등장한다.
| Fama est, illum adeo praestigiarum usu calluisse, ut ad traicienda maria osse, quod diris carminibus obsignavisset, navigii loco uteretur nec eo segnius quam remigio praeiecta aquarum obstacula superaret. | 그는 특별한 뼈다귀를 가진 교활한 마법사였다. 그는 뼈다귀에 끔찍한 주문을 걸어두고, 배 대신 그 뼈다귀를 타고 바다를 건너다녔다. 이 뼈다귀를 사용해 그는 자기 앞을 가로막는 물들을 모두 노를 저어 가는 만큼 빠르게 지나칠 수 있었다. (Elton's translation) |  |

오딘이 추방당한 이후에는 올레루스가 그 자리를 대신했다고 한다. 올레루스는 10년동안 오딘을 참칭하여 다스리다가 진짜 오딘이 돌아오자 스웨덴으로 도망갔다가 그곳에서 데인인들에게 살해당했다.

### 고 에다

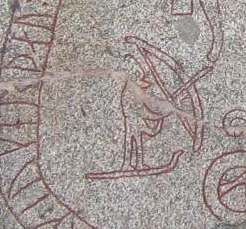
보크스타 룬스톤의 암각화에 새겨진 스키를 타고 활을 든 남자. 울르를 묘사한 것으로 생각된다.

울르는 〈그림니르가 말하기를〉에서 그림니르(변장한 오딘)이 신들 각각을 열거할 때 언급된다. 벤저민 소프의 영역본을 중역하면 다음과 같다.
| 노르드어: Ýdalir heita þar er Ullr hefir sér of görva sali. | 영어 중역: 그곳을 위달리르라고 불렀으니, 거기가 바로 울르가 자기 보금자리로 삼은 곳이다. |

"위달리르"(Ýdalir)란 "주목나무 골짜기"라는 뜻인데, 이 부분을 제외하면 신화의 어느 곳에서도 더 이상 언급되지 않는다. 주목나무는 활을 만드는 데 사용되는 중요한 재료였고, "주목나무"라는 뜻의 "위"(ýr)는 곧 활을 가리키는 환유법으로 사용되었다. 울르의 궁전 이름이 위달리르라는 것은 울르가 활의 신이라는 것과 연관지을 수 있다.
〈그림니르가 말하기를〉의 다른 절에서 울르가 또 언급된다.
| 노르드어: Ullar hylli hefr ok allra goða hverr er tekr fyrstr á funa, því at opnir heimar verða of ása sonum, þá er hefja af hvera. | 영어 중역: 솥들을 끌어올릴 때 에시르의 자식들에게 거처를 마련해 주기 위하여 불을 먼저 지르고자 하는 자는 누구던 울르와 모든 신들의 허락을 받아야 한다. |

이 구절의 내용은 다소 애매하지만 어떤 종교적 의식을 묘사한 것으로 보인다. 이에 따르면 울르는 신들 중에서도 중요한 위치를 차지하고 있었음을 알 수 있다.
《고 에다》에서 울르가 세 번째이자 마지막으로 언급되는 것은 〈아틀리의 서사시〉이다.
| 노르드어: Svá gangi þér, Atli, sem þú við Gunnar áttir eiða oft of svarða ok ár of nefnda, at sól inni suðrhöllu ok at Sigtýs bergi, hölkvi hvílbeðjar ok at hringi Ullar. | 영어 중역: So be it with thee, Atli! as toward Gunnar thou hast held the oft-sworn oaths, formerly taken - by the southward verging sun, and by Sigtý’s hill, the secluded bed of rest, and by Ullr’s ring. |

〈아틀리의 서사시〉와 〈그림니르가 말하기를〉은 현존하는 에다 시가들 중 가장 오래된 축에 속하는 것으로 생각된다. 울르에 대한 언급이 이 두 서사시에만 등장하는 것은 우연의 일치가 아닐 것이다. 여기서도 울르는 어떤 의식과 관계되어 있는데, 그 의식은 반지를 가지고 무슨 맹세를 서약하는 것이다. 보다 후기의 문헌들에서는 이 의식을 토르의 이름으로 행하고 있다.

### 신 에다
〈길피의 속임수〉 제31장에서 울르는 시프의 아들이자 시프의 남편 토르의 의붓아들이라고 한다. 울르의 친아버지가 누구인지는 언급되지 않는다.
| Ullr heitir einn, sonr Sifjar, stjúpsonr Þórs. Hann er bogmaðr svá góðr ok skíðfœrr svá at engi má við hann keppask. Hann er ok fagr álitum ok hefir hermanns atgervi. Á hann er ok gott at heita í einvígi. | 시프의 아들이자 토르의 의붓아들 울르도 있었다. 그는 탁월한 명사수이자 따를 자가 없는 스키 주자였다. 그를 바라보면 아름다웠으며 전사로서의 풍모를 모두 갖추고 있었다. 싸움에 있어 그에게 부탁하는 것도 좋았다. |  |

〈시어법〉에서 스노리는 케닝을 논하면서 울르를 다시 언급한다. 스노리는 독자들에게 울르가 스키-신, 활-신, 사냥-신, 방패-신 이라고 불릴 수도 있다는 것을 알려준다. 또 방패를 ‘울르의 배’라고 부를 수도 있다고 한다. 이렇게 감질나는 토막 사실들을 제외하면 스노리는 울르에 관한 신화를 전혀 기록하지 않았다. 스노리에게 울르에 대한 정보가 전혀 없었거나, 또는 잊어버렸던 것으로 보인다.

### 스칼드 시가
스노리가 방패를 ‘울르의 배’라고 부를 수 있다고 기록했는데, 스칼드 시가를 살펴보면 "아스크 울라르"(askr Ullar), "파르 울라르"(far Ullar), "쿌 울라르"(kjóll Ullar) 등의 케닝들이 발견된다. 이는 모두 ‘울르의 배’라는 뜻이고, 방패를 가리키는 말로 사용되었다. 이 케닝의 기원은 불명이나 울르가 스키의 신이라는 것과 관계지어 생각해볼 수도 있다. 초기의 스키 또는 썰매는 마치 방패를 눈 위에 엎어놓고 타고 다니는 것을 연상시킨다. 보다 후대의 아이슬란드어 문헌인 《라우파의 에다》에서는 울르의 배를 "스쿌드"(Skjöldr), 곧 "방패"라고 바로 부른다.
울르의 이름은 싸움꾼, 전사를 가리키는 케닝으로도 발견되는데, 이는 다른 남신들의 이름이 그렇게 사용된 것과 별다르지 않다.
울르 브란드스(Ullr brands): 검-전사, 검사
란드울르(rand-Ullr): 방패-전사, 방패수
울르 알름시마(Ullr almsíma): 활시위-전사, 궁수 
〈토르의 송가〉, 〈기나긴 가을〉 등의 스칼드 시가와 에위스테인 발다손의 시가 파편에서 토르를 울르의 의붓아버지라고 하는데, 이는 스노리가 서술한 정보와 일치한다.

## 이름의 어원

울렌사케르의 휘장에 나타난 울르.

"울르"(Ullr)라는 이름은 아마 고대 영어의 wuldor, 고트어의 wulþus와 어원이 같을 가능성이 있으며, 이 두 말은 "영광"을 뜻한다. 복원된 게르만 조어 형태는 *Wulþuz이다.

## 같이 보기
- 스카디